# Franz Sauberer
Franz Sauberer (geboren 20. Juli 1899 in Wien, Österreich-Ungarn; gestorben 24. Oktober 1959 in Wien) war ein österreichischer Klimatologe.

## Leben
Franz Sauberer machte nach dem Besuch der Grundschule eine Mechanikerlehre. Er war Soldat im Ersten Weltkrieg und arbeitete danach 12 Jahre als Feinmechaniker. Sauberer legte auf dem zweiten Bildungsweg 1931 die Matura an einem Realgymnasium ab und begann mit einem Stipendium das Studium der Mathematik und Physik an der Universität Wien. Bei Wilhelm Schmidt an der Zentralanstalt für Meteorologie wurde er mit einer Dissertation über die Strahlungsbilanz verschiedener Oberflächen promoviert. Im Zweiten Weltkrieg arbeitete er für die Wehrmacht und an der Biologischen Station Lunz. Nach Ende des Krieges leitete er für eine Zeit die Zentralanstalt für Meteorologie und danach die bioklimatische Abteilung der Zentralanstalt. Sauberer publizierte populärwissenschaftliche Einführungen in die Meteorologie und die Bioklimatologie und gab mit Ferdinand Steinhauser das dreibändige Werk Klima und Bioklima von Wien (1955ff.) heraus. Er war seit 1948 Mitherausgeber der Zeitschrift Wetter und Leben.
Sauberer erhielt den 1954 Haitinger-Preis und 1956 den Theodor-Körner-Förderpreis. Er heiratete 1938 die Botanikerin Adele Steinbach (1914–2005), der Geograf Michael Sauberer (1942–2020) war ihr Sohn.

## Schriften (Auswahl)
- Franz Sauberer, Franz Ruttner: Die Strahlungsverhältnisse der Binnengewässer. Leipzig : Akad. Verlagsges., 1941
- Wetter, Klima und Leben : Grundzüge der Bioklimatologie. Wien : Hollinek, 1948
- Grundzüge der Wetterkunde. Wien : E. Pelda, 1948
- Franz Sauberer, Otto Härtel: Pflanze und Strahlung. Leipzig: Geest & Portig, 1959
- Empfehlungen für die Durchführung von Strahlungsmessungen an und in Gewässern. Stuttgart : Schweizerbart,  1962